# 浜野ゴルフクラブ
浜野ゴルフクラブ（はまのゴルフクラブ）は、千葉県市原市永吉に広がるゴルフ場である。

## 概要
浜野ゴルフクラブは、新たなゴルフ場建設に向け、旧・山一証券系企業がゴルフ場経営に乗り出したことに始まる。しかし、計画段階で「日東興業株式会社」が計画を買収、コース名は「浜野ゴルフクラブ」、コース設計は井上誠一が行い、1984年（昭和59年）12月22日、18ホール規模のゴルフ場が開場された。その後、1997年（平成9年）12月25日、日東興業株式会社が和議申請したが、米投資銀行のゴールドマン・サックスが全株式を取得したため、2002年（平成14年）7月、日東興業グループ12社が和議から民事再生法に切り替え申請した。しかし、2003年（平成15年）2月、会社更生法が適用され、2006年（平成18年）10月、更正手続が終了し、新たに株主会員制でスタートした。また、日本のプロゴルフメジャー大会の1つ、日本プロゴルフ協会主催競技でもあり、日本選手権大会に相当する、日本プロゴルフ選手権大会などの大会開催の実績があり、1986年から1997年までは富士通レディースの会場として使用され、2019年からはパナソニックオープンレディースの会場として使用されている。

## 所在地
〒290-0168 千葉県市原市永吉937番地

## コース情報
- 開場日 - 1984年12月22日
- 設計者 - 井上 誠一
- 面積 - 1,160,000 m2（約35.0万坪）
- コースタイプ - 林間コース
- コース - 18ホールズ、パー72、7,217ヤード、コースレート73.6
- グリーン - 2グリーン、ベント（ペンクロス）
- フェアウエイ - コーライ
- ラフ - ノシバ
- ハザード - バンカー93、池が絡むホール5
- プレースタイル - 乗用カート(5人乗り)、自走式、全組キャディ付き
- 練習場 - 15打席 280ヤード
- 休場日 - 1月1日、不定休有り[3][4]

## クラブ情報
- ハウス面積 - 5,347m2（1,617坪）
- ハウス設計 - 株式会社翼建築設計事務所（現・株式会社翼建築設計）
- ハウス施工 - 三菱商事株式会社[3][4]

## ギャラリー
- コース - 「浜野ゴルフクラブ」、コースガイド
- ハウス - 「浜野ゴルフクラブ」、施設案内

## 交通アクセス
- 鉄道 - JR東日本（京葉線・外房線・内房線） - 蘇我駅よりクラブバス利用 約30分
- 道路 - 京葉道路 - 蘇我ICより 9.8km[5]

## メジャー選手権
- 1987年（昭和62年） - 第55回 日本プロゴルフ選手権大会開催[6]

## テレビ番組
- 日経スペシャル ガイアの夜明け バブルは再来するか?～沸騰!沖縄リゾート開発～（2006年8月29日、テレビ東京）[7] - 自主再建を取材。

## 関連文献
- 『経済界』、「KEIZAIKAI REPORT&INTERVIEW "ハゲタカ"に噛み付いた! 勝った!! 浜野ゴルフクラブの会員がゴールドマン・サックスに完勝の舞台裏」、大和賢治著、東京 経済界、2003年3月11日、2020年10月14日閲覧
- 『経済界』、「REPORT&INTERVIEW 詐害行為取消訴訟で完全勝訴 浜野ゴルフクラブはなぜゴールドマン・サックスに勝てたのか!?」、大和賢治著、東京 経済界、2005年12月、202020年10月14日閲覧
- 『経済界』、「浜野ゴルフクラブ問題が決着! 追加負担金なし、直接株主会員制に移行へ」、東京 経済界、2006年6月6日、2020年10月14日閲覧
- 『ゴルフ場ガイド 東版』2006-2007、「浜野ゴルフクラブ（千葉県）」、東京 ゴルフダイジェスト社、2006年5月、2020年10月14日閲覧
- 『企業再建の究極にあるもの』、「浜野ゴルフクラブ」、清水直編著、東京 商事法務、2015年2月、2020年10月14日閲覧
- 『浜野ゴルフクラブ30年史』、浜野ゴルフクラブ編集委員会編、市原 浜野ゴルフクラブ、2016年7月、2020年10月14日閲覧